# Гайдер Станіслав Мечеславович
Станіслав Мечеславович Гайдер (нар. 6 червня 1986, м. Дрогобич, Львівська обл.) — український державний службовець, фахівець зі стратегічного та операційного управління, аналізу даних. Голова Наглядової ради ДП Міністерства оборони України «Агенція оборонних закупівель», член Наглядової ради Фонду розвитку інновацій (brave1).  
Заступник Міністра оборони та керівник Офісу Міністра оборони України (2023-2025), керівник цифрової трансформації Національного агентства з питань запобігання корупції (2020-2023), керівник цифрової трансформації Дрогобицької міської ради (2016-2020). 
Викладач кафедри стратегії Національної безпеки та оборони Національного університету оборони України. Має диплом міжнародного зразка — Executive MBA від Києво-Могилянської бізнес-школи.
Не був членом жодної політичної партії. Одружений, виховує сина та доньку.

## Освіта
Отримав першу вищу освіту - ступінь магістра, закінчивши Дрогобицький державний педагогічний університет імені Івана Франка за спеціальністю «Педагогіка і методика середньої освіти. Фізика та основи інформатики».
У 2021 році отримав другу вищу освіту — ступінь магістра з відзнакою за спеціальністю «Управління та адміністрування, менеджмент» у ДДПУ імені Івана Франка.
У 2023 році здобув третю вищу освіту — ступінь магістра, захистивши магістерський проєкт з відзнакою за спеціальністю «Менеджмент, стратегічне планування» у Києво-Могилянській академії (Executive MBA).
Пройшов сертифікацію за програмою «Corporate Director» Професійної асоціації корпоративного управління (ПАКУ), яка є національним провайдером підготовки членів наглядових рад відповідно до стандартів G20/OECD.
Навчався у Сінгапурській школі державного управління Lee Kuan Yew School of Public Policy.  
Викладач кафедри стратегії Національної безпеки та оборони Національного університету оборони України. Також викладає у бізнес-школах програму: «Роль управлінця в державному секторі».

## Цифрові інновації в Дрогобичі
З 2016 по 2020 рік керував цифровою трансформацією міста Дрогобич. Запустив комплексний проєкт цифрової трансформації громади — «Дрогобич — Smart City». Було створено повноцінну екосистему е-сервісів, яка охопила адміністративне управління, медицину, освіту, бюджетну прозорість і зворотний зв'язок з громадянами. Паралельно розпочалось впровадження інфраструктурних проєктів, зокрема «розумне» планування проїзду в центральній частині міста, wi-fi зони та відео нагляд в рамках проєкту «безпечне місто».
Дрогобич одним із перших в Україні почав застосовувати блокчейн у муніципальних е-послугах — для запису дітей у школи та садки, що унеможливлювало підміну або фальсифікацію даних. Також була запроваджена онлайн-система наявного комунального майна з онлайн формую заявки на отримання оренди комунального майна через Prozorro.Продажі.
У 2018 році ініційовано освітню програму «Smart Citizen School», де школярів та студентів навчали е-урядуванню, цифровій грамотності та відкритим даним. Одні з перших в Україні серед громад запустили публічний портал відкритих даних на якому було опубліковано більше 300 унікальних наборів. 
Результати Станіслава та його команди неодноразово відзначалися на національному та міжнародному рівнях. У 2017 році Дрогобич увійшов у найкращі 10 прозорих міст України за рейтингом Transparency International, а також здобув перемогу в конкурсі кращих практик місцевого самоврядування від Міністерства регіонального розвитку. У 2018 році місто отримало премію «Open Data City Award» на міжнародному форумі Open Data Forum та очолило рейтинг прозорості серед 100 найбільших міст України.
Проєкт «Дрогобич — Smart City» став моделлю для інших громад, а сам Дрогобич — прикладом цифрової трансформації в Україні.

## Трансформаційні зміни в НАЗК
У 2020 році Станіслав Гайдер був призначений керівником цифрової трансформації та цифрового розвитку (CDTO) Національного агентства з питань запобігання корупції. Це був один з перших державних органів у яких був призначений керівник цифрової трансформації.
Протягом 2020—2021 років були реалізовані ключові цифрові проєкти під його керівництвом: створено Базу знань для декларантів і посадовців, розроблено публічний каталог типових корупційних ризиків у сферах державного управління, трансформовано Реєстр корупціонерів, що дозволило громадськості, журналістам і органам влади зручно шукати інформацію про осіб і компанії, притягнутих до відповідальності. Також було запущено систему управління ризиками конфлікту інтересів для публічних службовців та запуск Єдиного антикорупційного порталу.
У 2022 році, попри воєнний стан, агентство не лише зберегло, а й посилило темпи цифрових змін. Під керівництвом Станіслава було запущено портал «War & Sanctions» — базу даних міжнародних компаній, які співпрацюють з державою-агресором.
У 2023 році трансформація продовжилась запуском кількох флагманських ініціатив. У червні була створена онлайн-платформа навчання Study.NAZK, яка об'єднала антикорупційні курси для держслужбовців, освітян та молоді. У вересні розпочала роботу Інформаційна система моніторингу реалізації державної антикорупційної політики (ІСМ ДАП)— цифровий інструмент, що дозволяє в реальному часі відстежувати реалізацію антикорупційних стратегій та програм. Також у вересні запрацював Єдиний портал повідомлень викривачів корупції, який став уніфікованою та безпечною системою для повідомлення про корупцію в державних органах.
У межах модернізації управлінських процесів у НАЗК, під координацією Станіслава Гайдера було впроваджено систему OKRs (Objectives and Key Results), який використовується провідними компаніями світу. Це стало першим випадком застосування OKRs у центральному органі виконавчої влади України в повному форматі.

## Інституційні зміни в Міноборони
5 жовтня 2023 року Кабінет Міністрів України призначив Станіслава Гайдера заступником Міністра оборони України з питань інституційного розвитку. На цій посаді він координував процеси інституційного розвитку відомства в умовах повномасштабної війни. 
Одним із ключових пріоритетів стало формування Моделі інтегрованої оборони України, яка визначила нову роль Міністерства як координатора Сил оборони. Документ був створений за участю понад 200 представників Збройних Сил України, інших державних структур і міжнародних партнерів, із врахуванням досвіду країн НАТО та практики, набутого під час бойових дій. Перехідна організаційна структура відомства в рамках цієї моделі була впровадження осінню 2024 року. 17 липня 2025 року, після затвердження нового складу Кабінету Міністрів, відбулося приєднання Мінстратегпрому до Міноборони, що є частиною змін, які визначені в даній Моделі.
Трансформовано Ситуаційний центр Міністерства оборони, який забезпечує аналітичну підтримку рішень у кризових ситуаціях для керівництва відомства. Затверджено Концепцію управління даними, впроваджено гарячу лінію 15-12 для військовослужбовців та членів їх сімей, а реагування на кризові ситуації у Міністерстві було уніфіковано за 20-ма ключовими напрямами.
У сфері інституційної координації міжнародних проєктів Гайдер курував запуск коаліційного формату «Рамштайн 2.0», що включає 8 міждержавних коаліцій за тематичними напрямами підтримки ЗСУ (озброєння, протиповітряна оборона, навчання, логістика тощо). Також було створено Офіс підтримки коаліцій при Міноборони, який координував діяльність з країнами-партнерами в т.ч. розробку дорожніх карт. 9 січня 2025 року на черговому засіданні "Рамштайн" разом із союзниками було затверджено усі 8 дорожніх карт (ключові цілі Сил оборони України до 2027 року), які розроблялись командою Гайдера.
Створено також першу в історії спільну інституцію України з НАТО — Joint Analysis, Training and Education Centre (JATEC). JATEC розроблявся, як спільна платформа Україна-НАТО для системної обробки військових уроків, підвищення рівня освіти та адаптації процедур до стандартів партнерів. На Вашингтонському саміті НАТО, який відбувся 9-11 липня 2024 року одним з ключових рішень щодо підтримки України було і офіційний запуск JATEC. 
В рамках трансформації міжнародної військової допомоги Гайдером було створено "Єдине вікно спілкування з партнерами" (ПКМУ № 168, від 13 лютого 2024 р.), введено на національному рівні визначення «Міжнародна військова допомога», унормовано діяльність Українського логістичного пункту (ULP) та систему координації і звітності партнерам. Процес отримання міжнародної військової допомоги (МВД) тепер включає п'ять етапів: від формування потреби військовими частинами й узагальнення Генштабом до інформування партнерів, розгляду пропозицій, логістики через міжнародний хаб і звітності про використання перед партнерами.

## Розбудова корпоративних функцій у сфері оборони
Станіслав Гайдер входить до складу наглядових рад низки державних підприємств, зокрема Державного підприємства «Агенція оборонних закупівель» та Фонду розвитку інновацій (brave1), що діє у сфері підтримки оборонних технологій.
7 березня 2025 року Станіслава було призначено Кабінетом Міністром України членом Наглядової ради ДП МОУ «Агенція оборонних закупівель», як представника держави. На першому засідання Наглядової ради одноголосним рішення Гайдера було обрано Головою Наглядової ради.
Упродовж перших 100 днів діяльності Наглядова рада ініціювала системну розбудову інституційної спроможності підприємства відповідно до кращих практик корпоративного управління. Зокрема:
- Внутрішній контроль і аудит. Розпочато фінансовий аудит із залученням однієї з шести найбільших міжнародних аудиторських компаній, ініційовано функціональний аудит за участі фахівців НАТО. Створено підрозділ внутрішнього аудиту, визначено вимоги до його керівника. Запроваджено функцію ризик-менеджменту та комплаєнсу.
- Оцінка та контрактування керівництва. Вперше встановлено понад 40 показників ефективності діяльності підприємства та запроваджено оцінювання роботи директора підприємства.
- Стратегічне планування. Ініційовано розробку стратегії розвитку АОЗ до 2030 року з акцентом на корпоратизацію, кадрову трансформацію, розвиток міжнародного партнерства та централізацію закупівель.
- Підзвітність і прозорість. Створено відкриту публічну сторінку Наглядової ради на сайті підприємства. Затверджено та розширено порядок публікації інформації про роботу Ради, її склад, структуру, рішення та звіти.
- Інституційна спроможність Наглядової ради. Засновано два комітети - з аудиту та з питань призначень і винагород. Призначено корпоративного секретаря, юридичного радника, впроваджено систему контролю за виконанням рішень Ради. Затверджено річний план роботи, а також ініційовано процес зовнішньої оцінки ефективності Наглядової ради.

## Праці
Співавтор книги «SMART-революція в українському місті» (2024).

## Цікаві факти
- Складає та колекціонує кубики Рубіка.
- Захоплюється читанням. У домашній бібліотеці налічується понад 500 книг.
- В дитинстві активно займався футболом та був капітаном команди.

## Нагороди та відзнаки

### Особисті
- Медаль «Хрест пошани» від Міністра оборони України;
- Медаль «За заслуги перед містом» від Міського голови м. Дрогобич;
- Лауреат премії «Державник року 2021» від Київської школи державного управління ім. С. Нижного.

### Командні (14 відзнак)
- Міжнародна нагорода International Public Institution of the Year — за успішне впровадження методології OKR (Objectives and Key Results) (2024);
- Європейська відзнака EPSA 2023 (European Public Sector Award) за впровадження методології OKR (2023);
- Фіналіст премії Innovation in Politics Awards у категорії «Government Improvement» за проєкт «War & Sanctions Database» (2023);
- Transparent International Ukraine — 1 місце в рейтингу прозорості серед 100 найбільших міст України (2019, 2018);
- Kyiv Smart City — Перемога в номінації «Інноваційне та Відкрите місто року» (2019, 2018);
- Цифровий український конгрес — 1 місце в рейтингу (2019);
- Рейтинг бюджетної прозорості «Кришталь року» — 1 місце (3 нагороди та 8 номінацій) та Головна нагорода — «Кришталь року» (2019);
- Мінрегіон та Рада Європи — 1 місце, як краща практика місцевого самоврядування в Україні (2018, 2017);
- Open Data Award — Перемога в номінації «Open Data City Award» (2018).